# THE GIFT (平井大の曲)
「THE GIFT」（ザ・ギフト）は、日本のシンガーソングライター・平井大の2作目のシングル。レーベルはavex trax。

## 概要
- 前作「祈り花」から約7年4ヶ月ぶり、アルバム『THE GIFT』からの先行シングル。
- 表題曲はアニメ映画『映画ドラえもん のび太の月面探査記』の主題歌に起用された[1][2]。
- 初回限定盤と通常盤の2形態で発売され、初回限定盤はドラえもんの顔を地球と見立てたジャケット仕様で、特典として『映画ドラえもん のび太の月面探査記』ホログラム映像キットが同梱された。

## 収録曲
1. THE GIFT [5:03]
作詞：EIGO、平井大
作曲：平井大
編曲：平井大、西陽仁、nabeLTD、EIGO
アニメ映画『映画ドラえもん のび太の月面探査記』の主題歌として脚本を読んで書き下ろした楽曲。映画の舞台である月をテーマに、届きそうで届かない、届かないからこそ生まれる美しさを表現して制作された[3]。
2. Life is Beautiful -Live at The Republik, Honolulu, HI- [6:38]
作詞：EIGO、平井大
作曲：平井大
編曲：平井大、西陽仁、nabeLTD、EIGO
3. MyLove -Live at The Republik, Honolulu, HI- [6:13]
作詞：EIGO、平井大
作曲：平井大
編曲：平井大、西陽仁、nabeLTD、EIGO
ハワイのホノルルでのライブ音源からの2曲。
4. THE GIFT -Instrumental- [5:03]
作曲：平井大
編曲：平井大、西陽仁、nabeLTD、EIGO
表題曲のインストゥルメンタルバージョン。

## 参加ミュージシャン
- 平井大：Vocal (#1,2,3)、Chorus & Guitars (#1,4)、Ukulele (#2,3)

Additional Musician
- nabeLTD：Keyboards (全曲)
- 遠藤慎一：Acoustic & Electric Guitar (#2,3)
- Yahman：Bass (#2,3)
- 荒川結：Percussion (#2,3)

## タイアップ
- 東宝配給系アニメ映画『ドラえもん のび太の月面探査記』主題歌 (#1)

## 収録アルバム
- THE GIFT (#1)
- 映画ドラえもん うたの大全集 (#1)